# Sierra Nevada Corporation

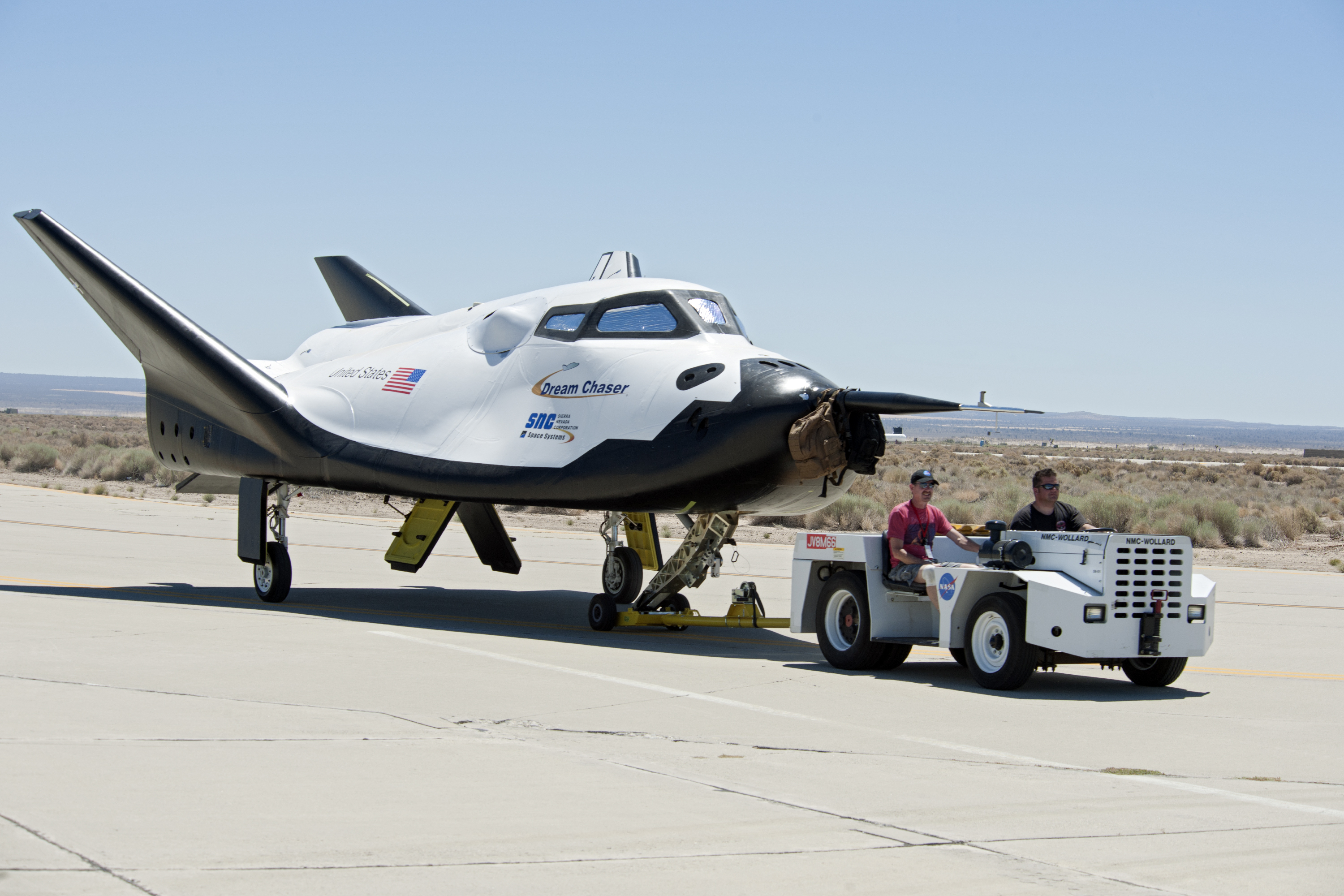
Sierra Nevadas Dream Chaser wurde im Rahmen des Programmes Commercial Resupply Services 2016 von der NASA ausgewählt als drittes Raumschiff für sechs Frachtversorgungsflüge zur Internationalen Raumstation.

Die Sierra Nevada Corporation (SNC) ist ein Anbieter von elektronischen Systemen und Systemintegrator mit Hauptsitz in Sparks, im US-Bundesstaat Nevada. Das Unternehmen ist Vertragspartner des US-Militärs, der NASA und privater Raumfahrtunternehmen.

## Überblick
Die SNC umfasst sechs verschiedene Unternehmensbereiche, vorwiegend für Rüstung sowie Luft- und Raumfahrt. Darüber hinaus expandiert das Unternehmen in Bereiche wie erneuerbare Energie, Telemedizin, Nanotechnologie, netzgebundene Operationen, Kleinsatelliten und die Raumfahrt. Es existieren rund 30 Standorte in 16 US-Bundesstaaten neben zahlreichen Kundendienststellen auf der ganzen Welt.

## Geschichte
Das Unternehmen wurde 1963 von John Chisolm gegründet. Es begann als kleines Unternehmen in einem Flugzeughangar in Stead Nevada. Später ging dieses in den Besitz von Chisolms Tochter Michelle Chisolm Bergfield über und wurde 1994 durch die türkeistämmigen Eheleute Fatih und Eren Ozmen erworben. Fatih war zunächst ein von Chisolm angeworbener Mitarbeiter und ist seit 1981 mit dem Unternehmen verbunden.
Am 16. Dezember 2008 gab die SNC den vollständigen Erwerb der SpaceDev bekannt, dem Entwickler des Raumgleiters Dream Chaser. Am 1. Februar 2010 wurde die Sierra Nevada Corporation mit einem Startkapital von 20 Millionen US-Dollar für die Entwicklung des Dream Chasers innerhalb der Phase 1 des CCDev-Programms der NASA ausgezeichnet. Damit stellt die Dream-Chaser-Auszeichnung einen Großteil des 50 Millionen US-Dollar hohen Preisgeldes der Phase 1 des CCDev Programmes dar.
Am 3. August 2012 gab die NASA zwei neue Vereinbarungen mit der Sierra Nevada Corporation und zwei weiteren Unternehmen bekannt. Ziel war die Entwicklung der nächsten Generation von Beförderungssystemen für die bemannte Raumfahrt, die einen Start von Astronauten vom US-Boden aus in den folgenden fünf Jahren ermöglichen sollte. Die im Rahmen der Commercial Crew Integrated Capability (CCiCap) Initiative gemachten Fortschritte sollten zu einer besseren Verfügbarkeit kommerzieller Dienstleistungen in der bemannten Raumfahrt führen, sowohl für staatliche als auch kommerzielle Kunden.
Der Sierra Nevada Corporation wurden als Teil dieser Vereinbarung 212,5 Millionen US-Dollar zugesprochen, um die Entwicklung und Erprobung des Dream Chasers fortzuführen. Der Dream Chaser ist als Lifting-Body-Flugkörper konzipiert. Ende 2014 gab die NASA jedoch bekannt, nur SpaceX und Boeing mit dem kommerziellen Transport von Menschen zur ISS zu beauftragen.
Am 13. Januar 2013 wurde bekannt, dass die europäische Weltraumorganisation ESA eine Vereinbarung mit der SNC über die Aufnahme von Kooperationsgesprächen geschlossen hatte.
Am 14. Januar 2016 gab die NASA bekannt, einen Auftrag für sechs Frachtflüge zur ISS an die Sierra Nevada Corporation vergeben zu haben. Die Flüge sollten zwischen 2019 und 2024 stattfinden, verschoben sich jedoch mehrmals. Der Erststart des Dream Chaser soll frühestens im Mai 2025 erfolgen.[veraltet]

## Aufträge und Projekte
Am 27. Februar 2013 gewann das von der Sierra Nevada Corporation und ihrem Partner Embraer angebotene Kampfflugzeug Embraer EMB 314 (militärisch: A-29) eine Ausschreibung, um dem afghanischen Militär Aufklärungs- und Ausbildungsressourcen anzubieten.

### RocketMotorTwo
SNC ist Hauptlieferant des RocketMotorTwo für das private Raumflugzeug SpaceShipTwo und entwickelt das Raketentriebwerk für Scaled Composites. Am 29. April 2013 vollendete das SpaceShipTwo den ersten Testflug mit dem RocketMotorTwo mit Überschreiten der Schallgeschwindigkeit.

### Entwicklung von Aufklärungsflugzeugen
Gorgon Stare ist ein Großraumüberwachungssensor und wird auf der MQ-9 Reaper an der Eglin Air Force Base in Florida, mit Hilfe des USAF-Geschwaders 53rd Wing, entwickelt und getestet. Die Sensorengehäuse waren seit 2009 durch die Air Force’s Big Safari group und die Sierra Nevada Corp in Entwicklung.

### Modernisierte Dornier 328
Im Mai 2023 begann die Deutsche Aircraft, die zur Sierra Nevada Corporation gehört, in Leipzig mit dem Bau einer neuen Fertigungshalle. Hier soll ab 2026 unter dem Namen D328eco eine modernisierte Version der Dornier 328 gebaut werden. Im etwas verlängerten Rumpf sollen bis zu 40 Passagiere Platz finden. Die D328eco soll über Turboproptriebwerke von Pratt & Whitney und ein Avioniksystem von Garmin verfügen.